# Mecklenburg (Schiff, 1997)
Die Mecklenburg ist ein Fahrgastschiff der Reederei Adler-Schiffe.

## Geschichte
Das Schiff wurde unter der Baunummer 2610 auf der Oderwerft Eisenhüttenstadt für die Reederei Clermont gebaut und 1997 abgeliefert. Es wird für Rundfahrten in der Wismarer Bucht, Hafenrundfahrten und Kursfahrten zwischen Wismar und Kirchdorf auf der Insel Poel sowie für Sonderfahrten und Veranstaltungen an Bord eingesetzt. Seit 1998 können auf dem Schiff auch Trauungen durchgeführt werden. 2010 wurde die Reederei an die Reederei Adler-Schiffe verkauft.

## Technische Daten und Ausstattung
Das Schiff wird von zwei MAN-Dieselmotoren angetrieben. Die Motoren wirken auf zwei Propeller.
Das Schiff verfügt über einen Fahrgastraum auf dem Hauptdeck. Das Oberdeck ist ein offenes Deck mit Sitzgelegenheiten für die Passagiere. Im vorderen Bereich des Decks befindet sich das Steuerhaus. Die Passagierkapazität beträgt 230 Personen.